# Martin Verdonk

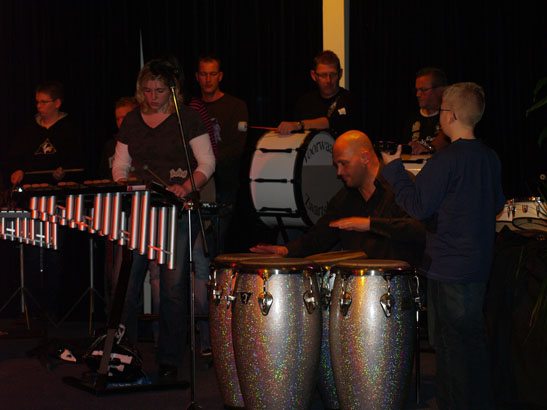
Martin Verdonk, 2007

Martin Verdonk (* 5. April 1959 auf Curaçao, Niederländische Antillen) ist ein niederländischer Jazzperkussionist.
Verdonk kam mit seinen Eltern 1971 in die Niederlande. Von 1982 bis 1984 studierte er lateinamerikanische Perkussion am Konservatorium von Rotterdam. Daran schloss sich bis 1988 ein Studium am Conjunto Folklorico Nacional de Cuba an. Seine Lehrer waren Mario Jaurequi, Roberto Vizcaíno und Giovanni Hidalgo.
Er trat der Band Congarilla der Santana-Schlagzeuger Raul Rekow und Orestes Vilató bei, mit der er zwischen 1986 und 1989 durch Europa tourte. 1990 schloss er sich der Band Loïs Lane an, die als Vorgruppe eine Tournee mit Prince unternahm. Daraus folgten vier Auftritte Verdonks mit Prince im Wembley-Stadion in London.
Verdonk arbeitete als Sideman mit zahlreichen Jazz-, Rock-, Pop-, World- und Fusion-Musikern, darunter Donna Summer, Lionel Richie, James Taylor, Steve Winwood, Ilse DeLange und Karin Bloemen.
Seit 1995 leitet er die Perkussionsgruppe Martin Verdonk’s Tribal Fusion. Er nahm zwei Alben als Bandleader auf.
Verdonk unterrichtet an der Abteilung Weltmusik des Konservatoriums von Rotterdam. Mehrfach wurde er von den Lesern des Schlagzeug-Magazins Slagwerkkrant zum Schlagzeuger des Jahres gewählt.

## Diskographie
- Tribal Fusion mit Danny Gottlieb, Horacio Hernandez, 2004
- Old School New Sound mit Orestes Vilato, Walfredo Rejes Jr., Paul van Wageningen, Peter Tiehuis, Eric Calmes, Randal Corsen, Kevin Robinson, 2004